# Минен транспорт
Минният транспорт е голям кораб, носещ на борда множество минни или торпедни катери (въоръжени с прътни мини или торпеда съответствено). Идеята за създаване на подобен тип кораб е на адмирал Степан Макаров от 1876 г. и е реализирана на следващата година с преоборудването на пътнически параход в минния транспорт „Великий Князь Константин“.

## Използване
Главно достойнство на този тип кораби е рязкото увеличение на далечината на действие на минните или торпедните катери, позволяващо те да се използват не само за отбрана, но и при атака. Освен това някои кораби, подобно на руския „Великий Князь Константин“ и френския „Фудру“, имат система, позволяваща бързо прогряване на парните котли на катерите, от котлите на носителя. Недостатък на типа е трудното спускане и приемане на катерите при вълнение. Този проблем е решен едва в годините на Втората световна война на десантните кораби тип „Синсю-Мару“ и десантните кораби-докове (LSD). Впрочем при основна тактика на подобните типове кораби „изчаквам падането на нощта, незабелязано се приближавам на разстояние безопасно за атака, пускам катер за атака на стоящия на котва кораб“, подобен недостатък често означава само, че атаката ще се състои „не тази, а следващата нощ“.
Характерната тактика ярко е описана от следното изказване, на тогава все още капитан (бъдещият адмирал) Джон Арбетнот Фишер, отговор на въпроса, какво би направил той, ако срещне в морето броненосец, неотстъпващ по сила на неговия кораб (става дума за броненосеца „Инфлексибъл“):
| „ | Аз ще се опитам да се отклоня от боя, държайки се далеч от пряка видимост с противника. След падането на нощта, ще пусна на вода и ще насоча към вражеския броненосец двете си миноноски. | “ |

Самият адмирал Макаров, отчитайки скромните възможности на тогавашните минни катери – бавни и въоръжени с прътни мини, без да споменаваме крехкостта и съмнителната мореходност, е по-предпазлив в оценката на техните възможности и определя за техни потенциални цели само корабите на котва. Но даже такова използване на този тип кораби е достатъчен, за да впечатли британските военноморски експерти, и фразата на бъдещия адмирал Фишер, е казана под впечатленията от реалните бойни операции на адмирал Макаров.
Руско-японската война едновременно става и венеца и краха на този тип кораби – от една страна към началото на войната вече има торпедни катери, лишени от недостатъците на минните катери, а от друга се появява противоминната артилерия, която пречи на торпедните катери да реализират пълния си потенциал. Като резултат по време на руско-японската война едва два катера, спуснати от броненосци, правят успешни атаки. Въпреки това идеята за кораб майка, носещ на борда въоръжени самодвижещи се апарати, способни да атакуват големи кораби, намира своята реализация на друго техническо ниво – именно такива кораби по същество са самолетоносачите.
В годините на Втората световна американците използват транспорта USS Hilo (AGP-2) за транспортиране на далечни разстояния на патрулни катери, въоръжени с торпеда.
Перспективна алтернатива на първите торпеда преди време са метателните мини: към 1900 г. от 111 руски миноноски, построени от 1878 г., 46 са с поставени морски миномети, 43 са с неподвижни торпедни апарати, а 14 с въртящи торпедни апарати.

## Минни транспорти специална постройка
- минен транспорт „Великий Князь Константин“ – Руска империя, 1877 г., 4 минни катера
- минен транспорт „Вулкан“ – Британска империя, 1878 г., 6 минни катера
- минен транспорт „Фудр“ – Франция, 1895 г., 8 торпедни катера

## Броненосци, носещи минни или торпедни катери
- броненосец „Инфлексибъл“ – Британска империя, 2 минни катера
- броненосец „Дуилио“ – Италия, минен катер
- броненосец „Дандоло“ – Италия, минен катер
- броненосец „Ретвизан“ – Руска империя, торпеден катер
- броненосец „Победа“ – Руска империя, торпеден катер